# Oceanborn
Az Oceanborn a Nightwish második nagylemeze. 1998 októberében jelent meg.

## Számok listája
1. "Stargazers" 4:28
2. "Gethsemane" 5:22
3. "Devil & The Deep Dark Ocean" 4:46
4. "Sacrament of Wilderness" 4:12
5. "Passion and the Opera" 4:50
6. "Swanheart" 4:44
7. "Moondance" 3:31
8. "The Riddler" 5:16
9. "The Pharaoh Sails to Orion" 6:26
10. "Walking in the Air" 5:31
11. "Sleeping Sun" (bónusz szám az 1999 utáni kiadásokon) 4:05
12. "Nightquest" (bónusz szám a Japán limitált kiadáson)[1]

## Közreműködők
- Tarja Turunen- ének
- Erno "Emppu" Vuorinen – gitár
- Tuomas Holopainen – billentyűk
- Sami Vänskä – basszusgitár
- Jukka Nevalainen – dob